# Ива лопарская
И́ва лопа́рская, или И́ва лапла́ндская (лат. Sálix lappónum), — кустарник, вид рода Ива (Salix) семейства Ивовые (Salicaceae).

## Ботаническое описание
Кустарник высотой до 1,5 метров с шаровидной или яйцевидной формой куста. Молодые побеги опушённые, взрослые голые, тёмно-красные или бурые. Почки голые, желтовато-бурые, яйцевидные.
Листья продолговато-яйцевидные или ланцетные, длиной 5—8 см, шириной 2—3 см, на черешках длиной до 1 см. Сверху они слегка морщинистые, тускло-зелёные, снизу беловойлочные, с резко выступающими жилками. Основание листовой пластинки округлое или широко-клиновидное, вершина складчато-заострённая. Край листа завороченный, цельный, реже волнистый или пильчатый.
Двудомное растение. Соцветия — овальные или цилиндрические густоцветковые серёжки длиной 2—4 см, почти сидячие. Прицветные чешуйки обратнояйцевидные или язычковидные, внизу бурые, вверху почти чёрные. Тычинок две, с фиолетово-жёлтыми пыльниками. Завязь яйцевидно-коническая, с длинным столбиком, покрыта густым спутанным беловойлочным опушением. Цветёт ива лопарская в апреле — начале мая, до распускания листьев.
Плод — коробочка длиной 7—8 мм, содержит 12—16 семян длиной около 1 мм. Семена переносятся ветром, имеют хохолок из многочисленных шелковистых волосков.

## Экология и распространение
Ива лопарская широко распространена в лесотундровой зоне Евразии и в более северных районах средней полосы. В лесостепной и степной полосе встречается очень редко. Растёт обычно одиночными кустами в сырых заболоченных местах, на опушках леса и торфяниках. Предпочитает кислые почвы.
Вид описан из Швеции.

## Охранный статус
Ива лопарская внесена в Республики Мордовия, Чувашской республики, Пензенской области, а также в утверждённые Списки видов для Красных книг Ульяновской и Нижегородской областей.
Вид включен в Красную книгу Воронежской области со статусом 1 — находящийся под угрозой исчезновения.

## Химический состав
Листья содержат (от абсолютно сухого вещества в процентах): золы 4,2, протеина 16,5, жира 3,1, клетчатки 20,8, БЭВ 55,3.

## Хозяйственное значение и использование
Почки составляют основной корм для полярной и белой куропатки (Lagopus lagopus), поэтому в некоторых частях Западной Сибири называют «куропатником». Листья летом охотно поедаются северным оленем (Rangifer tarandus). Изредка поедается европейским лосём (Alces alces).
Кора содержит 9—14,27 % таннидов.
Медоносное растение.
Может использоваться в качестве декоративного растения для садово-паркового озеленения.

## Классификация

### Таксономия
- Salix lapponum L., 1753, Sp. Pl. : 1019

Вид Ива лопарская включается в род Ива (Salix) семейства Ивовые (Salicaceae) порядка Мальпигиецветные (Malpighiales), последовательно входящего в более крупные клады Фабиды → Розиды → Суперрозиды → Эвдикоты → Цветковые растения. Таксономическая схема в соответствии с Системой APG IV по состоянию на июнь 2024 года:
|  |                          |  |                                   |                                   |                  |  | еще 35 семейств | еще 35 семейств |                   |  |  |  | еще 625 подтвержденных видов и 1 028 видов, ожидающих подтверждения |
|  |                          |  |                                   |                                   |                  |  | еще 35 семейств | еще 35 семейств |                   |  |  |  | еще 625 подтвержденных видов и 1 028 видов, ожидающих подтверждения |
|  |                          |  |                                   | порядок Мальпигиецветные          |                  |  |                 |                 | род Ива           |  |  |  |                                                                     |
|  |                          |  |                                   | порядок Мальпигиецветные          |                  |  |                 |                 | род Ива           |  |  |  |                                                                     |
|  | клада Цветковые растения |  |                                   |                                   | семейство Ивовые |  |                 |                 | вид Ива лопарская |  |  |  |                                                                     |
|  | клада Цветковые растения |  |                                   |                                   | семейство Ивовые |  |                 |                 |                   |  |  |  |                                                                     |
|  |                          |  | ещё 63 порядка цветковых растений | ещё 63 порядка цветковых растений |                  |  |                 | еще 55 родов    | еще 55 родов      |  |  |  |                                                                     |
|  |                          |  |                                   | ещё 63 порядка цветковых растений |                  |  |                 |                 | еще 55 родов      |  |  |  |                                                                     |

### Синонимы
- Diplima stuartiana (Sm.) Raf.
- Salix alaternoides J.Forbes
- Salix arenaria var. marrubiifolia Tausch
- Salix ceretana (P.Monts.) J.Chmelař
- Salix daphneola Tausch
- Salix elaeagnifolia J.Forbes
- Salix helvetica subsp. marrubiifolia (Tausch) Flod.
- Salix lapponum var. daphneola (Tausch) Wimm.
- Salix lapponum var. marrubiifolia (Tausch) Wimm.
- Salix marrubiifolia Tausch ex Andersson
- Salix stuartiana Sm.
- Salix sudetica Host